# الرحمانية (الرقة)
الرحمانية قرية سورية تتبع ناحية مركز الرقة في منطقة مركز الرقة في محافظة الرقة. بلغ عدد سكانها 513 نسمة في عام 2004 حسب إحصاء المكتب المركزي للإحصاء.